# Atrichobrunettia bora
Atrichobrunettia bora är en tvåvingeart som först beskrevs av Freddy Bravo 2001.  Atrichobrunettia bora ingår i släktet Atrichobrunettia och familjen fjärilsmyggor. Inga underarter finns listade i Catalogue of Life.